# Наука выживать
«Наука выживать» (англ. Survivorman) — канадская телепрограмма, транслирующаяся на телеканалах Discovery Channel, Discovery World, Discovery Science и OLN. Сценарист, режиссёр, оператор и актёр — Лес Страуд. Заглавная тема передачи — выживание в экстремальных условиях по всему миру. На момент 2021 года всего снято восемь сезонов.
Лес Страуд прекратил съёмки телепередачи после третьего сезона, объяснив это тем, что каждая серия программы требует «колоссальных физических затрат и жертв». Затем с 2012 по 2015 год возобновил съёмки.

## Описание
В документальном цикле «Наука Выживать» Лес Страуд путешествует по миру и пытается выжить в одиночку в одних из самых опасных местах планеты в экстремальных условиях: без пищи, без воды и без съёмочной группы в течение семи дней. Каждая серия снимается лично Лесом Страудом в одиночку. Его снаряжение обычно состоит только из одежды, комплекта видео-аппаратуры, губной гармошки, мультитула и «повседневных» бытовых предметов, которые могут якобы оказаться у человека в зависимости от сценария конкретного эпизода. В целях безопасности Страуд оснащён спутниковым телефоном.

## Список серий

### Первый сезон
| Название                | Дата выхода     |
| ----------------------- | --------------- |
| Канадские леса          | Апрель 6, 2005  |
| Пустыня Аризона         | Апрель 13, 2005 |
| Коста-Рика              | Апрель 20, 2005 |
| Болотный район Джорджии | Апрель 27, 2005 |
| Канадская Арктика       | Май 4, 2005     |
| Горы                    | Май 11, 2005    |
| Земли каньонов          | Май 18, 2005    |
| Авиакатастрофа          | Май 25, 2005    |
| Затерянный в море       | Июнь 1, 2005    |

### Второй сезон
| Название                    | Дата выхода       |
| --------------------------- | ----------------- |
| Пустыня Калахари            | Август 10, 2007   |
| Амазонские джунгли          | Август 17, 2007   |
| Лабрадор                    | Август 24, 2007   |
| Северная часть Южной Африки | Август 31, 2007   |
| Аляска                      | Сентябрь 7, 2007  |
| Острова Кука                | Сентябрь 14, 2007 |

### Третий сезон
| Название                       | Дата выхода      |
| ------------------------------ | ---------------- |
| Сьера Невада                   | Ноябрь 7, 2008   |
| Скалистые горы Колорадо        | Ноябрь 14, 2008  |
| Баффинова Земля                | Ноябрь 21, 2008  |
| Леса Темагами                  | Декабрь 5, 2008  |
| Малонаселённая часть Австралии | Декабрь 12, 2008 |
| Папуа Новая Гвинея             | Декабрь 12, 2008 |